# Braunwangen-Laubsänger

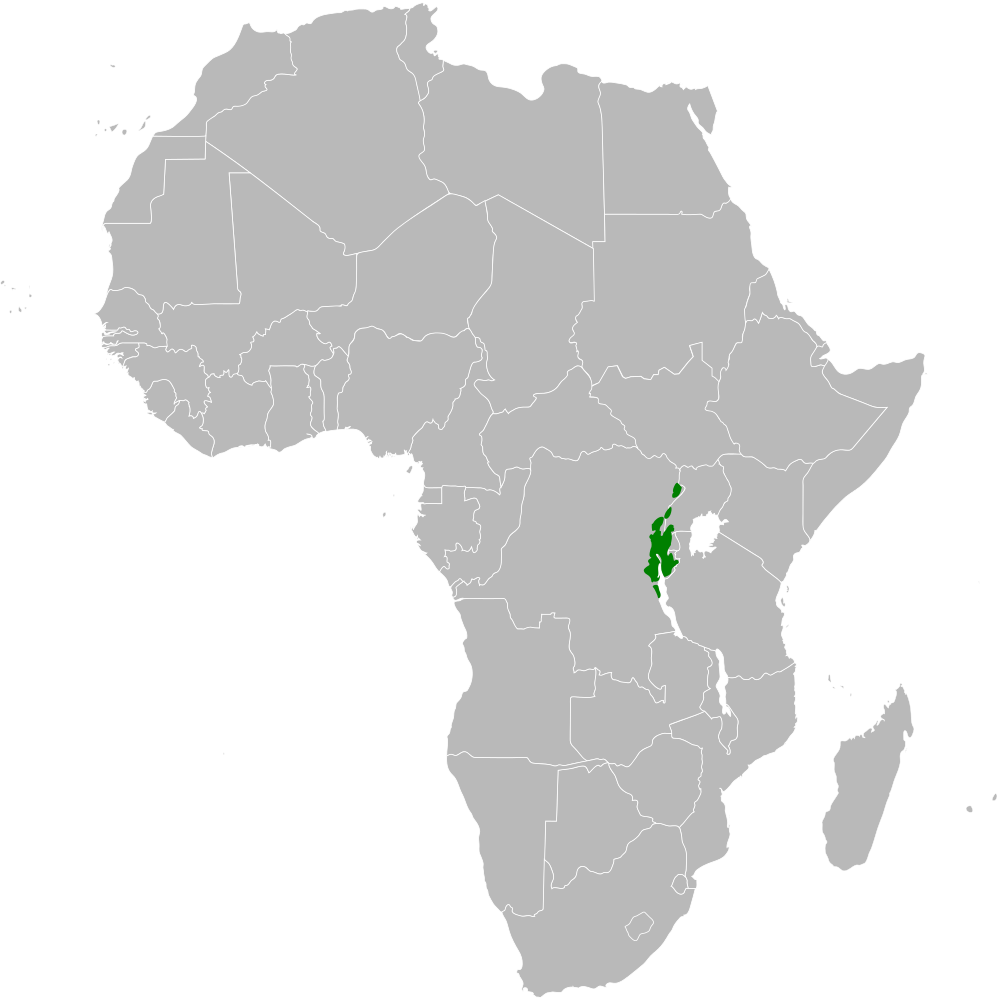
Verbreitung des Braunwangen-Laubsängers (Phylloscopus laetus)

Der Braunwangen-Laubsänger (Phylloscopus laetus) ist ein Singvogel aus der Gattung der Laubsänger (Phylloscopus) in der Familie der Laubsängerartigen (Phylloscopidae).

## Vorkommen und Lebensraum
Zwei Unterarten dieses Sängers wurden erfasst, der Phylloscopus P. l. laetus lebt im westlichen Uganda und im Osten der Demokratischen Republik Kongo, wurde aber auch schon im westlichen Burundi und Ruanda entdeckt. Die zweite Unterart, der Phylloscopus P. l. schoutedeni, lebt lediglich im Osten Kongos. Der natürliche Lebensraum des Waldsängers ist Hochlandwald, in einer Höhe von 1200 bis 3100 m. Dort lebt er vor allem im Bambus, er tritt aber auch in Bereichen des Sekundärwaldes auf.

## Merkmale
Der Braunwangen-Laubsänger stellt eine mittelgroße (11 cm) Art der Laubsänger dar und hat ein rötliches Gesicht. Insgesamt ist der Rest des Gefieders oben grün und unten weiß.

## Fortpflanzung
Über die Brutbiologie dieser Art ist bisher wenig bekannt. Es wurde beobachtet, dass der Braunwangen-Laubsänger ein Nest mit zwei bis drei Eiern in ein Gewirr von Büschen und Bäumen bis zu 10 m über dem Boden aufhängt.

## Nahrung
Die Art ernährt sich von Insekten und anderen wirbellosen Tieren, insbesondere Käfer und Spinnen. Die Jagd findet in der Regel im Paar statt.

## Gefährdung
Der Braunwangen-Laubsänger ist laut der IUCN nicht gefährdet (least concern).